# شری کوری
شری کوری (انگلیسی: Cherie Currie؛ زادهٔ ۳۰ نوامبر ۱۹۵۹) یک موسیقی‌دان و هنرپیشه اهل ایالات متحده آمریکا است. وی از سال ۱۹۷۶ میلادی تاکنون مشغول فعالیت بوده‌است.
از فیلم‌ها یا مجموعه‌های تلویزیونی که وی در آن نقش داشته است، می‌توان به انبار ۱۳ (فصل چهارم) اشاره نمود.